# Adolf von Rauch (Offizier)

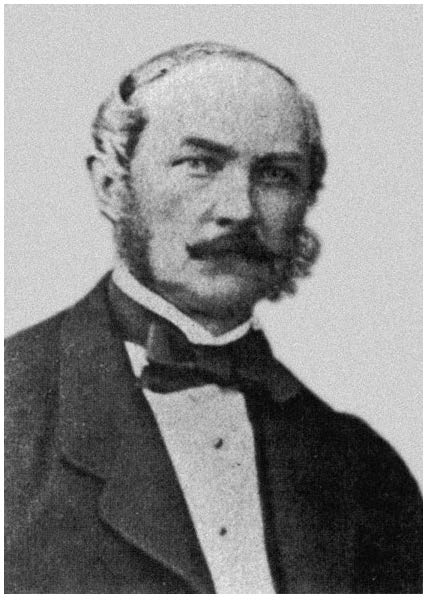
Kammerherr Adolf von Rauch (1805–1877), Vorsitzender der Numismatischen Gesellschaft zu Berlin

Gustav Adolf von Rauch (* 25. August 1805 in Potsdam; † 26. Juni 1877 in Baden-Baden) war ein preußischer Kavallerieoffizier im Regiment der Gardes du Corps, Kammerherr und Hofmarschall der Prinzessin Luise von Preußen, Tochter des Kaiserbruders Prinz Carl von Preußen und geschiedene Ehefrau von Alexis Landgraf von Hessen-Philippsthal-Barchfeld. Rauch zählte zu den gelehrten Privatsammlern antiker griechischer und römischer Münzen und war Vorsitzender der Numismatischen Gesellschaft zu Berlin.

## Leben

### Herkunft
Adolf von Rauch entstammte der preußischen Adelsfamilie Rauch und war der Sohn des preußischen Kriegsministers und Ehrenbürger Berlins, von General der Infanterie Gustav von Rauch, und dessen erster Ehefrau Caroline von Rauch, geborene Freiin von Geusau. Seine Großväter waren der Generalmajor Bonaventura von Rauch und der Generalleutnant Levin Freiherr von Geusau.
Seine Brüder waren der General der Kavallerie Gustav Waldemar von Rauch, der General der Infanterie Albert von Rauch und der preußische Oberstallmeister Fedor von Rauch. Seine Schwester war Rosalie Gräfin von Hohenau, geborene von Rauch, in morganatischer Ehe mit Prinz Albrecht von Preußen verheiratet, dem jüngsten Bruder König Friedrich Wilhelms IV. und Kaiser Wilhelms I.

### Gardes du Corps und Hofmarschall
Adolf von Rauch besuchte das Joachimsthalsche Gymnasium in Berlin. Von 1822 bis 1854 gehörte Rauch als preußischer Kavallerieoffizier dem Regiment der Gardes du Corps an. Seit 1842 Chef von dessen Charlottenburger Eskadron gegenüber dem königlichen Schloss, schied er 1854 im Rang eines Majors aus dem militärischen Dienst aus. Bildung und Sprachkenntnisse ließen König Friedrich Wilhelm IV. auf Rauch aufmerksam werden.
So wurde er 1854 für Jahrzehnte diensttuender Kammerherr der Prinzessin Luise von Preußen und Chef ihres Hofstaats in Schloss Monbijou im Zentrum Berlins und in seinen letzten Dienstjahren während der Sommermonate in Schloss Montfort am Bodensee. Luise von Preußen war die ältere Tochter des Prinzen Carl von Preußen und seiner Ehefrau Marie, Prinzessin von Sachsen-Weimar-Eisenach, Schwester der Kaiserin Augusta. Luises 1854 geschlossene Ehe mit Alexis Landgraf von Hessen-Philippsthal-Barchfeld wurde 1861 geschieden.

### Numismatiker und Privatsammler
Adolf von Rauch war ein namhafter und kenntnisreicher Sammler antiker griechischer und römischer Münzen. Rauch galt als „gelehrter Alterthümler und Numismatiker“. Als Seconde-Lieutenant beim Regiment der Gardes du Corps hatte er sich an archäologischen Grabungen in der Gemarkung Großbeuthen bei Trebbin beteiligt, um dann seine Urnenfunde 1839 dem Berliner Königlichen Museum zu übergeben. Vor allem aber ließ er sich von dem Privatgelehrten und Sammler Benoni Friedländer in die numismatische Wissenschaft einführen.
Es gelang ihm, neben seinem Dienst als Gardeoffizier eine bedeutende numismatische Privatsammlung aufzubauen. Rauch hatte in Rom die Münzsammlung des früheren preußischen Gesandten beim Vatikan Wilhelm Uhden erwerben können und in Konstantinopel die von Maria Joseph Graf von Brassier de St. Simon de Vallade, des Gesandten Preußens bei der Hohen Pforte. Auf Reisen nach Italien konnte Adolf von Rauch seine Sammlung antiker Münzen zusätzlich erweitern. 50 ausgewählte Münzen aus Rauchs Sammlung stellte 1843 der Numismatiker Bernhard von Koehne, bald darauf Direktor an der Eremitage in St. Petersburg, in einer Sonderpublikation vor. Zu dieser Zeit hatte Rauch seine Sammlung auf 6000 römische und 3000 griechische antike Münzen vergrößert.
Mehr als fünfzig Jahre stand Rauch im engen, fachlichen Austausch mit Julius Friedländer, dem Sohn von Benoni Friedländer und später ersten Direktor des Münzkabinetts im Königlichen Museum in Berlin. Friedländer konnte Adolf von Rauch 1853 dafür gewinnen, 4000 seiner griechischen Münzen dem Münzkabinett im Alten Museum zu veräußern. Friedländer hob später in einem Nekrolog hervor: „Seine Kaisermünzen griechischer und kleinasiatischer Städte vervollständigten unsere Reihen aufs ansehnlichste.“ Von nun an konzentrierte sich Rauch auf das Sammeln seltener römischer Goldmünzen. Nach seinem Tod 1877 kaufte Julius Friedländer für das Berliner Münzkabinett weitere Teile der Sammlung Adolf von Rauchs an, darunter vor allem seine Goldmünzen. Das Münzkabinett gehört heute zu den Staatlichen Museen zu Berlin im Museumsverbund der Stiftung Preußischer Kulturbesitz.
Privaten Sammeln und numismatische Forschung bedeuteten für Adolf von Rauch eine Einheit. Vorträge und Aufsätze in den führenden Fachzeitschriften begleiteten beständig seine sammlerische Tätigkeit.
1843/44 zählte Rauch zu den Gründern der Numismatischen Gesellschaft zu Berlin, der ältesten numismatischen Vereinigung in Deutschland. Im Vorstand der Gesellschaft bekleidete er lange Jahre das Amt des Vizepräsidenten und Schriftführers. Von 1870 bis zu seinem Tod 1877 wirkte Adolf von Rauch als Präsident bzw. Vorsitzender der Numismatischen Gesellschaft, nachdem sein Vorgänger, der Gründungspräsident der Gesellschaft, General Wilhelm Fürst von Radzwill, gestorben war. Als Vorsitzender folgte ihm 1877 Hermann Dannenberg.
Der Verein für Nassauische Altertumskunde und Geschichtsforschung und die Antiquarische Gesellschaft in Zürich hatten Rauch die Ehrenmitgliedschaft verliehen. Außerdem war er Mitglied des Vereins für Geschichte des Bodensees und seiner Umgebung sowie der Archäologischen Gesellschaft zu Berlin.
In seiner Zeit als Kammerherr lebte Adolf von Rauch mit seiner Familie lange Zeit in der Berliner Dorotheenstadt (heute Berlin-Mitte) in der Dorotheenstraße 51 und zuletzt am Monbijou Platz 6–9 neben Schloss Monbijou.
Nach langer Krankheit starb Adolf von Rauch 1877 in Baden-Baden. Der Besuch von Kaiser Wilhelm I. und des damaligen Kronprinzen Friedrich Wilhelm an seinem Krankenlager unterstrich die Verbundenheit des Hauses Hohenzollern gegenüber Rauch.

### Ehe und Nachkommen
Adolf von Rauch heiratete am 1. Februar 1836 in Berlin Therese von Ziegler (* 19. Mai 1817 in Stralsund; † 13. August 1857 in Bad Soden), die Tochter des Obersten a. D. Friedrich August von Ziegler und seiner Ehefrau Philippine Amalie, geborene Kypke.
Aus der Ehe gingen sieben Kinder hervor:
- Adolf (1836–1852)
- Leopold (1838–1870), preußischer Hauptmann und Kompaniechef im 3. Garde-Regiment zu Fuß, Tagebuchautor; gefallen, d. h. gestorben an den Folgen der schweren Verwundung, die er in der Schlacht bei Gravelotte erlitten hatte; bestattet auf dem Alten Garnisonfriedhof in Berlin[19]
- Georg (1840–1842)
- Adolf („Aze“) (1843–1926), Leibpage König Wilhelms I. von Preußen[20], preußischer Oberstleutnant und etatmäßiger Stabsoffizier beim Thüringischen Ulanen-Regiment Nr. 6 ⚭ 1876 Marie Emilie („Minka“) von Decker (verheiratet in erster Ehe mit Oberleutnant d.R. Gustav von Decker, geschieden 1875), geborene von Albedyll (1850–1915), Tochter des preußischen Generals der Kavallerie Emil von Albedyll, Chef des Militärkabinetts und Generaladjutant Kaiser Wilhelms I. und Kaiser Friedrichs III., und seiner ersten Ehefrau Hedwig, geborene von Barby
- Helene (1845–1862)
- Fritz (1850–1853)
- Gustav (1856–1931), Rittmeister a. D. im Ulanen-Regiment „Graf Haeseler“ (2. Brandenburgisches) Nr. 11, dann im Invalidenhaus Berlin ⚭ I) Ehe 1888 Hedwig von Köller (1869–1899), Tochter von Waldemar von Köller, Päpstlicher Geheimkämmerer, marchio romanus und Fideikommissherr auf Dobberphul, Reckow und Moratz, und dessen Ehefrau Hedwig, geborene Gräfin von Zieten  ⚭ II) 1918 Ehe Ida von Lieberman (1865–1940), Tochter des preußischen Generalleutnants Hermann von Lieberman und dessen Ehefrau Jenny, geborene von Haeften

Zu Adolf von Rauchs Enkelkindern zählte auch Maria Angelika Krevet, geborene von Rauch (1894–1983), die mit ihrem Ehemann Oberstleutnant a. D. Bodo Krevet das Unternehmen F.T.B.Krevet in Saarlouis gründete.

## Schriften
- Ueber den innern Gehalt und den Metallwerth griechischer und römischer Silbermünzen nach preussischem Gelde. In: Zeitschrift für Numismatik. Bd. 1, 1874, S. 32–42.